# Desa Kromengan (administrativ by i Indonesien)
Desa Kromengan är en administrativ by i Indonesien.   Den ligger i provinsen Jawa Timur, i den västra delen av landet, 700 km öster om huvudstaden Jakarta. Desa Kromengan ligger vid sjön Waduk Laor.